# Saint-Médard-en-Jalles
Saint-Médard-en-Jalles è un comune francese di 27 971 abitanti situato nel dipartimento della Gironda nella regione della Nuova Aquitania.

## Storia

### Simboli
Le conchiglie di Santiago simbolizzano il passaggio dei pellegrini; la salamandra rappresenta la storica fabbrica di polvere da sparo; il leopardo è emblema dell'Aquitania; gli anelli olimpici sottolineano l'importanza che ha lo sport nella vita del comune.

## Società

### Evoluzione demografica
Abitanti censiti

## Amministrazione

### Gemellaggi
- Merzig, dal 1986[4]
- Almansa, dal 1990[5]
- Sabaudia, dal 1990[6]